# Santos Dumont (Minas Gerais)
Santos Dumont is een gemeente in de Braziliaanse deelstaat Minas Gerais. De gemeente telt 47.244 inwoners (schatting 2009).
De stad heette aanvankellijk Palmyra, maar werd hernoemd naar de vliegtuigpionier Alberto Santos-Dumont, die in deze stad was geboren.

## Aangrenzende gemeenten
De gemeente grenst aan Antônio Carlos, Aracitaba, Bias Fortes, Ewbank da Câmara, Juiz de Fora, Oliveira Fortes, Piau en Tabuleiro.

## Verkeer en vervoer
De plaats ligt aan de radiale snelweg BR-040 tussen Brasilia en Rio de Janeiro. Daarnaast ligt ze aan de weg BR-499.